# Mežāre (stacja kolejowa)
Mežāre (ros. Межаре) – stacja kolejowa w pobliżu miejscowości Mežāre, w gminie Krustpils, na Łotwie.